# アイドルを探せ (1964年の映画)
『アイドルを探せ』（アイドルをさがせ、原題：Cherchez l'idole）は、1964年のフランス映画。

## 概要
ミシェル・ボワロン監督作の文字通りのアイドル映画であり、ダイヤをめぐる騒動を描いたコメディ映画でもある。
出演はシルヴィ・ヴァルタン、ミレーヌ・ドモンジョ、当時若手新進のロック・アイドル・スターだったジョニー・アリディ、そして、フランス・シャンソン界の大御所シャルル・アズナヴール、その他、フランスで有名だったアイドルたちが続々と出演したので話題になった。

## キャスト
- リシャール：フランク・フェルナンデル（フランス語版）（吹替：近石真介[いつ?]）
- コリーヌ：ダニー・サヴァル（フランス語版）
- ジゼル：ベルデ・グランバル（フランス語版）

※以下は本人役での出演。
- ミレーヌ・ドモンジョ
- シルヴィ・ヴァルタン
- ジョニー・アリディ
- シャルル・アズナヴール
- レ・サーフス